# Serapicamptis nelsoniana
Serapicamptis nelsoniana är en orkidéart som först beskrevs av Bianco och Al., och fick sitt nu gällande namn av Julian Mark Hugh Shaw. Serapicamptis nelsoniana ingår i släktet Serapicamptis och familjen orkidéer. Inga underarter finns listade i Catalogue of Life.